# Russell Sage

Russell Sage

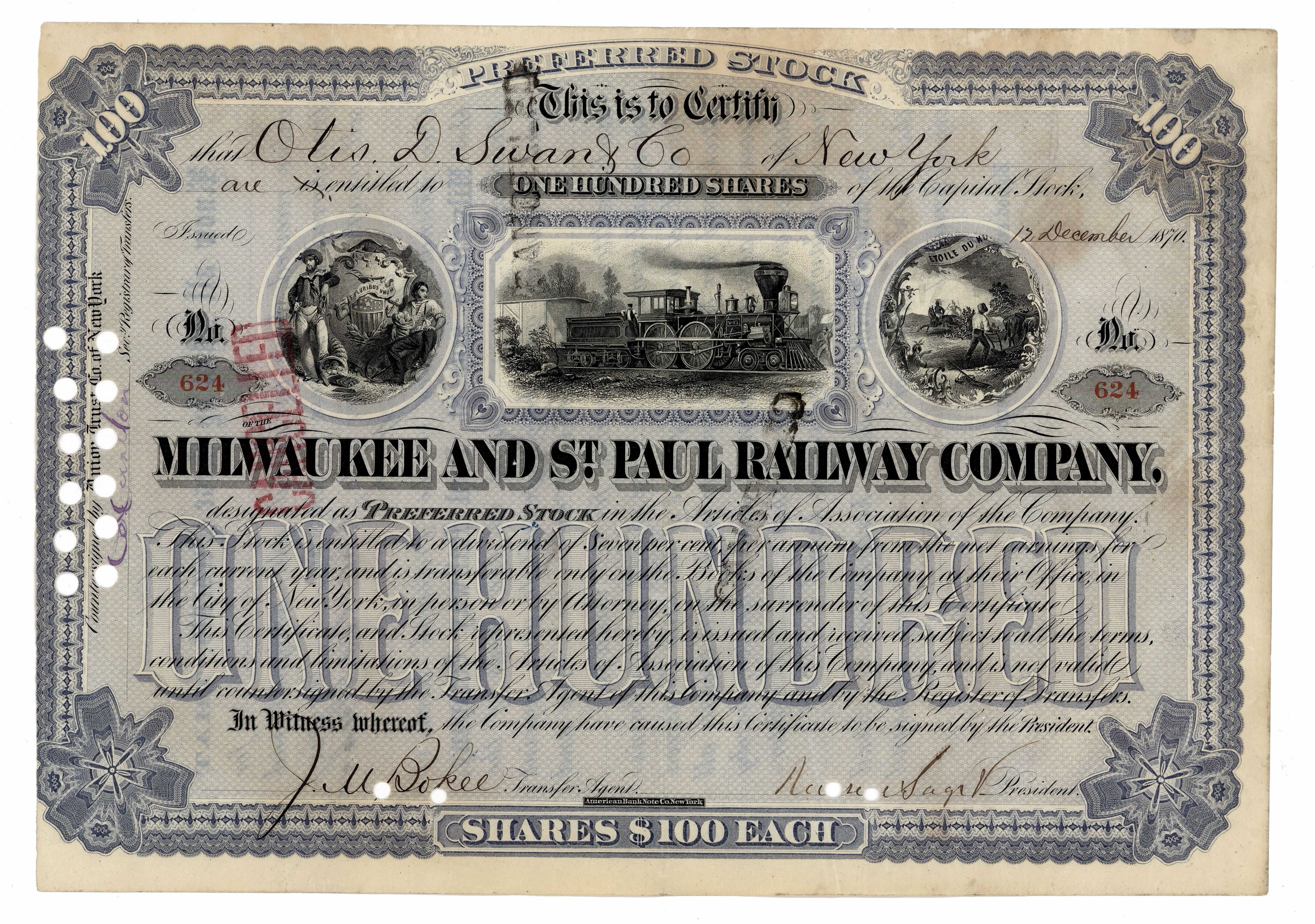
Aktie der Milwaukee, St. Paul and Pacific Railroad vom 12. Dezember 1870, signiert von Russell Sage als Präsident dieses Eisenbahnunternehmens

Russell Sage (* 4. August 1816 im Oneida County, New York; † 22. Juli 1906 in Lawrence, Long Island, New York) war ein US-amerikanischer Unternehmer und Politiker. Zwischen 1853 und 1857 vertrat er den Bundesstaat New York im US-Repräsentantenhaus.

## Werdegang
Im Jahr 1818 kam Russell Sage mit seinen Eltern nach Durhamville, wo er die öffentlichen Schulen besuchte. Danach arbeitete er in Troy im Handel. Politisch schloss er sich der Whig Party an. Nach deren Auflösung Mitte der 1850er Jahre wurde er Mitglied der kurzlebigen Opposition Party. Zwischen 1844 und 1851 war er Kämmerer im Rensselaer County. Gleichzeitig saß er von 1845 bis 1848 im Stadtrat von Troy. Im Juni 1848 nahm er als Delegierter am Bundesparteitag der Whigs in Philadelphia teil.
Bei den Kongresswahlen des Jahres 1852 wurde Sage im 13. Wahlbezirk von New York in das US-Repräsentantenhaus in Washington, D.C. gewählt, wo er am 4. März 1853 die Nachfolge von John L. Schoolcraft antrat. Nach einer Wiederwahl als Kandidat der Opposition Party konnte er bis zum 3. März 1857 zwei Legislaturperioden im Kongress absolvieren. Diese waren von den Ereignissen im Vorfeld des Bürgerkrieges geprägt. Im Kongress gehörte Sage dem Committee on Ways and Means an. Er machte als erster Abgeordneter den Vorschlag, die Regierung solle die Plantage Mount Vernon des ehemaligen Präsidenten George Washington erwerben. Im Jahr 1856 verzichtete er auf eine weitere Kongresskandidatur.
1863 zog Russell Sage nach New York City, wo er eine erfolgreiche Laufbahn als Finanzmakler und im Eisenbahngeschäft einschlug. Er erwarb Aktien einiger Eisenbahngesellschaften und wurde auch Präsident und/oder Direktor bei verschiedenen dieser Firmen; darunter waren die Milwaukee, St. Paul and Pacific Railroad, die Wabash Railway, die Missouri Pacific Railroad, die Missouri-Kansas-Texas Railroad sowie die Delaware, Lackawanna and Western Railroad. Auf diesem Gebiet arbeitete er später eng mit Jay Gould zusammen. Sage wurde außerdem in anderen Branchen wie dem Telegrafengeschäft aktiv. Bei diesen Aktivitäten gelang es ihm, einen beträchtlichen Reichtum zu erwerben. Im Jahr 1891 wurde von einem unzufriedenen Kunden ein Bombenattentat auf ihn verübt, bei dem der Attentäter starb und eine andere Person namens William Laidlaw schwer verletzt wurde. Dieser verklagte später Russell auf Schadensersatz, weil dieser ihn angeblich als Schutzschild benutzt habe. Er bekam zunächst Schadensersatz in Höhe von 43.000 Dollar zugesprochen. Das Urteil wurde später widerrufen. Am Ende zahlte Sage keinen Cent. Das brachte ihm angesichts seines Reichtums in der Öffentlichkeit herbe Kritik ein.
Russell Sage starb am 22. Juli 1906 in Lawrence auf Long Island und wurde in Troy beigesetzt. Seine Witwe, die Frauenrechtlerin Olivia Sage, gründete mit dem Vermögen ihres Mannes im Jahr 1907 die Russell Sage Foundation und im Jahr 1916 das Russell Sage College für Mädchen. Außerdem förderte sie die Emma Willard School und das Rensselaer Polytechnic Institute.